# Концептуальна схема
Концептуальна схема — це опис високого рівня інформаційних потреб, що лежать в основі дизайну бази даних. Зазвичай вона включає лише основні поняття та зв'язки між ними. Як правило, це початкова модель з недостатньою деталізацією для створення фактичної бази даних. Цей рівень описує структуру всієї бази даних для групи користувачів. Концептуальна модель також відома як модель даних, яку можна використовувати для опису концептуальної схеми, коли реалізована система бази даних. Вона приховує внутрішні деталі фізичного сховища та цілі опису сутностей, типів даних, зв'язків та обмежень.

## Огляд
Концептуальна схема або концептуальна модель даних — це карта понять та їх взаємозв'язків, що використовуються для баз даних. Вона описує семантику організації та представляє серію тверджень про її природу. Зокрема, вона описує речі, які мають значення для організації (класи сутностей), про які вона схильна збирати інформацію, а також її характеристики (атрибути) та асоціації між парами значущих речей (відносини).
Оскільки концептуальна схема представляє семантику організації, а не дизайн бази даних, вона може існувати на різних рівнях абстракції. Оригінальна архітектура ANSI з чотирма схемами починалася з набору зовнішніх схем, кожна з яких представляє погляд однієї людини на навколишній світ. Вони об'єднані в єдину концептуальну схему, яка є надмножиною всіх цих зовнішніх поглядів. Модель даних може бути настільки ж конкретною, як і точка зору кожної людини, але це, як правило, робить її негнучкою. Якщо світ цієї людини зміниться, модель повинна змінитися. Концептуальні моделі даних мають більш абстрактну перспективу, ідентифікуючи фундаментальні речі, прикладами яких є речі, з якими має справу індивід.
Модель допускає те, що в об'єктно-орієнтованих термінах називається спадкуванням. Набір екземплярів класу сутності може бути розділений на класи сутностей окремо. Таким чином, кожен екземпляр класу сутностей підтипу також є екземпляр супертипу класу підприємства. Кожен екземпляр класу сутності супертипу також є екземпляром одного з класів сутності підтипу.
Відносини супертипу/підтипу можуть бути ексклюзивними або ні. Методологія може вимагати, щоб кожен екземпляр супертипу був лише екземпляром одного підтипу. Аналогічно, зв'язок супертип/підтип може бути вичерпним або ні. Він є вичерпним, якщо методологія вимагає, що кожен екземпляр супертипу повинен бути екземпляром підтипу. Часто необхідною назвою підтипу є «Інший».

## Приклад відношень
- Кожна ОСОБА може бути постачальником в одному або кількох ЗАМОВЛЕННЯХ.
- Кожне ЗАМОВЛЕННЯ має бути від однієї і тільки однієї ОСОБА.
- ОСОБА є підтипом КОМАНДИ. (Це означає, що кожен екземпляр PERSON також є екземпляром PARTY.)
- Кожен ПРАЦІВНИК може мати керівника, який також є ПРАЦІВНИКОМ.

## Схема структури даних

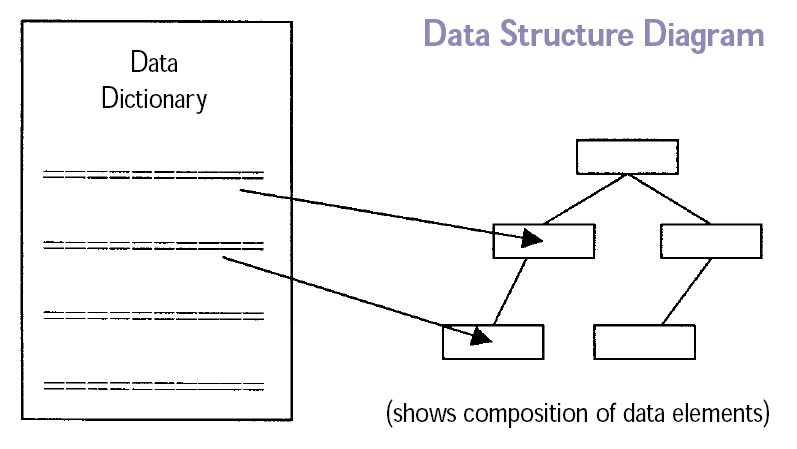
Схема структури даних.

Діаграма структури даних (DSD) — це модель даних або діаграма, яка використовується для опису концептуальних моделей даних шляхом надання графічних позначень, які документують об'єкти та їх зв'язки, а також обмеження, які їх пов'язують.

## Подальше читання
- Перес, Сандра К. та Ентоні К. Сарріс, ред. (1995) Технічний звіт для концептуальної схеми IRDS, частина 1: концептуальна схема для IRDS, частина 2: аналіз мови моделювання, X3/TR-14:1995, Американський національний інститут стандартів, Нью-Йорк, Нью-Йорк.
- Халпін Т., Морган Т. (2008) Інформаційне моделювання та реляційні бази даних, 2-е видання, Сан-Франциско, Каліфорнія: Морган Кауфманн.